# Неки то воле вруће (музичка група)
Неки то воле вруће југословенска је и хрватска поп рок музичка група. Основали су је Силвестар Драгоје Шоми и Мирослав Станић Џими 1984. у Загребу.

## Дискографија
Током каријере, Неки то воле вруће издали су седам студијских албума, четири сингла, један албум уживо и три компилације.

### Студијски албуми
1. , Југотон, 1985.
2. Jeans generacija, Југотон, 1986.
3. , Југотон, 1988.
4. , Југотон, 1989.
5. , Кроација рекордс, 1993.
6. , Кроација рекордс, 1994.
7. , Кроација рекордс, 1997.

### Албуми уживо
1. , Хит рекордс, 2005.

### Компилације
1. , Кроација рекордс, 2000.
2. , Кроација рекордс, 2011.
3. , Кроација рекордс, 2015.

### Синглови
1. , Кроација рекордс, 1994.
2. , Кроација рекордс, 1996.
3. , Кроација рекордс, 1999.
4. , Кроација рекордс, 2011.
5. , Далас рекордс, 2013.[1]

## Фестивали
МЕСАМ:
- Слатка сестрице, '89

Златна палма, Дубровник:
- Моја мала, '89

Цавтат фест:
- Скини све са себе, '90

Сплит:
- Загрли ме њежно, '93

Задар:
- Не заборави, '93

Загреб:
- Нудиш ми разлоге за крај, награда стручног жирија Златна нота и најемитованија песма (делили награду са Иваном Банфић, '93
- Реци да, '94
- Љубави, '95

Осфест, Осијек:
- Корак до сна, '96

Хрватски радијски фестивал:
- Смијех и сузе, '97